# Верней Володимир Миколайович
Володи́мир Микола́йович Верней (1 вересня 1934, с. Одрехова Сяніцького повіту Ряшівського воєводства, Польща — 1 листопада 2024, м. Тернопіль, Україна) — український диригент, педагог. Заслужений працівник культури УРСР (1988).

## Життєпис
Народився 1 вересня 1934 року в с. Одрехова Сяніцького повіту, на той час — Ряшівського воєводства (Польща). Мати була акушеркою, батько — добре тямив у кравецтві, годинникарстві, шевстві, але перевагу надавав перукарству, тож ще до війни робив зачіски львівським панам, а за радянських часів — теребовлянцям. Один дідусь Володимира Вернея був дяком, другий служив у військовому підрозділі при імператорському дворі у Відні.
Після депортації жив із батьками у м. Теребовля. Поляки, яких депортували, залишили в помешканні фортепіано і мати змушувала сина під час канікул грати на ньому щодня до п'яти годин. Мама співала лемківських пісень, багатьох з них навчила сина. У дитинстві захоплювався малюванням. Пробував вступити до київського художнього вишу, та не вдалося. Зате став учнем музичного училища в Івано-Франківську, потрапив одразу на другий курс, досклавши іспити з відповідних дисциплін. Закінчив Львівську консерваторію (1964).

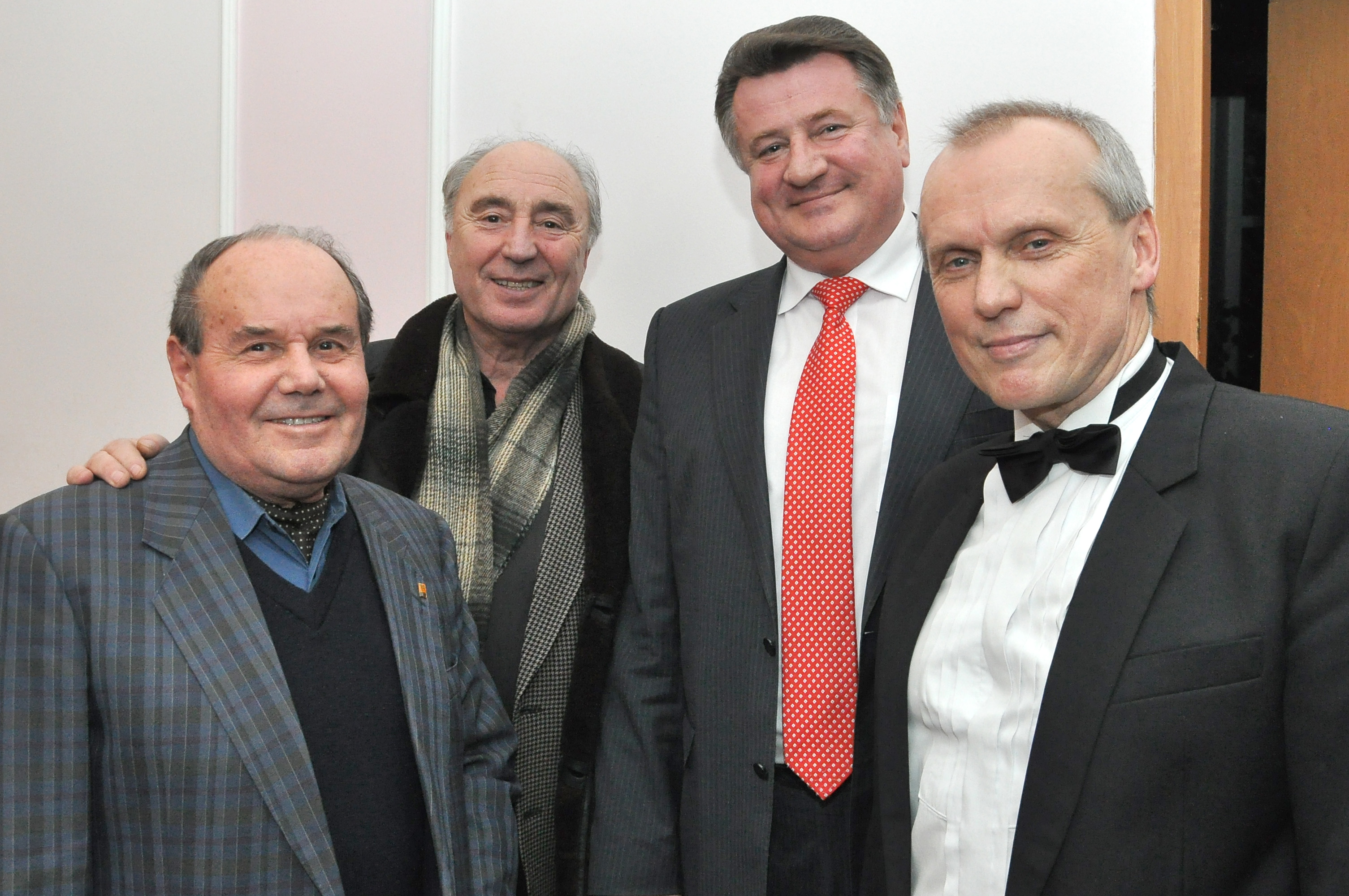
Українські музичні діячі Володимир Верней, В'ячеслав Хім'як, Ярослав Лемішка та Олександр Вацек під час концерту хорової капели «Орея» в Тернопільській обласній філармонії 11 лютого 2016 року.

1962—1964 — диригент хорової капели Тернопільської обласної філармонії. Від 1964 — викладач Тернопільського музичного училища (від 1986 очолює відділення хорового диригування і беззмінний диригент хору «Легенда»).
Створив у Тернополі перший у краї хор хлопчиків, хорові колективи центрального універмагу та комбінату «Будіндустрія», лемківський народний хор «Конар Лемківщини» (Тернопільського району) тощо. Очолював Збаразьку чоловічу хорову капелу «Прометей». Був художнім керівником Струсівської заслуженої самодіяльної капели бандуристів (Теребовлянський район), народної хорової капели Будинку культури Тернопільського комбайнового заводу; з ними гастролював в Україні та за кордоном.
Головний режисер творчого звіту лемківських художніх колективів у Києві (1991), головний режисер-постановник міжнародного фестивалю лемківської культури «Гори наші Бескиди» (1992), автор сценарію відкриття, головний режисер і постановник концерту для учасників конгресу Світової федерації лемків у Львові (1993).
Керівник самодіяльного народного хору «Дзвони пам'яті» Тернопільської обласної організації Союзу українок.

## Доробок
Автор низки перекладів та аранжувань для хору, капели бандуристів, монографії «Розвиток хорового мистецтва на Тернопільщині».
Окремі пісні:
- «Ангелику» (слова Олега Германа).